# リファペンチン
リファペンチン（Rifapentine）は、商品名プリフチン（Priftin）で販売されている、結核の治療に用いられる抗生物質である。
活動性結核には、他の抗結核薬と併用される。潜在性結核症には通常、イソニアジドと併用される。投与法は経口である。
一般的な副作用には、血液中の好中球の数の減少、肝酵素の上昇、白血球の混じった尿などがあげられる。重度の副作用には、肝臓の障害やクロストリジウム・ディフィシル関連の下痢などがある。妊娠中の人への投与の安全性は不明確である。リファペンチンはリファマイシンに属する薬剤であり、その作用機序はDNA依存性RNAポリメラーゼを阻害することによって効果がある。
リファペンチンは1998年に米国で医薬品として認可された。世界保健機関の必須医薬品リストに収載されている。
2015年時点の世界の多くの地域で簡単には入手できない。